# Melody Francis
Melody Francis (* 17. Oktober 1988) ist eine ehemalige australische Squashspielerin.

## Karriere
Melody Francis spielte von 2007 bis 2014 auf der PSA World Tour und gewann auf dieser sieben Titel bei insgesamt 20 Finalteilnahmen. Ihre höchste Platzierung in der Weltrangliste erreichte sie mit Rang 34 im Januar 2012. Mit der australischen Nationalmannschaft nahm sie 2012 an der Weltmeisterschaft teil.

## Erfolge
- Gewonnene PSA-Titel: 7